# Ruth Svedberg
Ruth Svedberg, née le 14 avril 1903 et décédée le 27 juillet 2002, était une athlète suédoise du début du XXe siècle. Son plus grand succès est la troisième marche du podium olympique du lancer du disque aux Jeux olympiques d'été de 1928 à Amsterdam.

## Palmarès

### Jeux olympiques
- Jeux olympiques de 1928 à Amsterdam ( Pays-Bas) 
  -  Médaille de bronze au lancer du disque

### Jeux mondiaux féminins
- Jeux mondiaux féminins de 1930 à Prague ( Tchécoslovaquie)
  -  Médaille de bronze au triathlon (javelot, saut en hauteur, 100 m)